# Planétarium Galileo-Galilei
Pour les articles homonymes, voir Galileo Galilei (homonymie), Galileo et Galilei.
Le planetarium Galileo Galilei est un planétarium situé dans le parc Bosques de Palermo à Buenos Aires en Argentine, et nommé ainsi en mémoire du savant italien Galilée. Le diamètre de la coupole est supérieur à 20m.

## Histoire
L'idée d'un planétarium à Buenos Aires remonte à un accord de 1958 entre le conseiller municipal à la mairie socialiste de la ville José Luis Pena, et le secrétaire de la culture de la ville, Aldo Cocca.
Les travaux de construction, à charge de la Compagnie de Constructions Civiles SA, débutent en 1962, sous la direction de l'architecte argentin Enrique Jan. Le monument est inauguré le 20 décembre 1966, et a subi une importante rénovation en 2011.
En 2017 ouvre un nouveau musée à l'intérieur de la structure, avec un contenu axé sur la vulgarisation des connaissances en astronomie, afin de consolider le planétarium comme pôle scientifique majeur de la ville de Buenos Aires.

## Description
Le bâtiment est divisé en cinq étages, reliés entre eux par six escaliers, dont un hélicoïdal), et une salle circulaire de 20 mètres de diamètre. La coupole est une demi-sphère recouverte à l'intérieur de plusieurs couches d'aluminium qui servent d'écran.

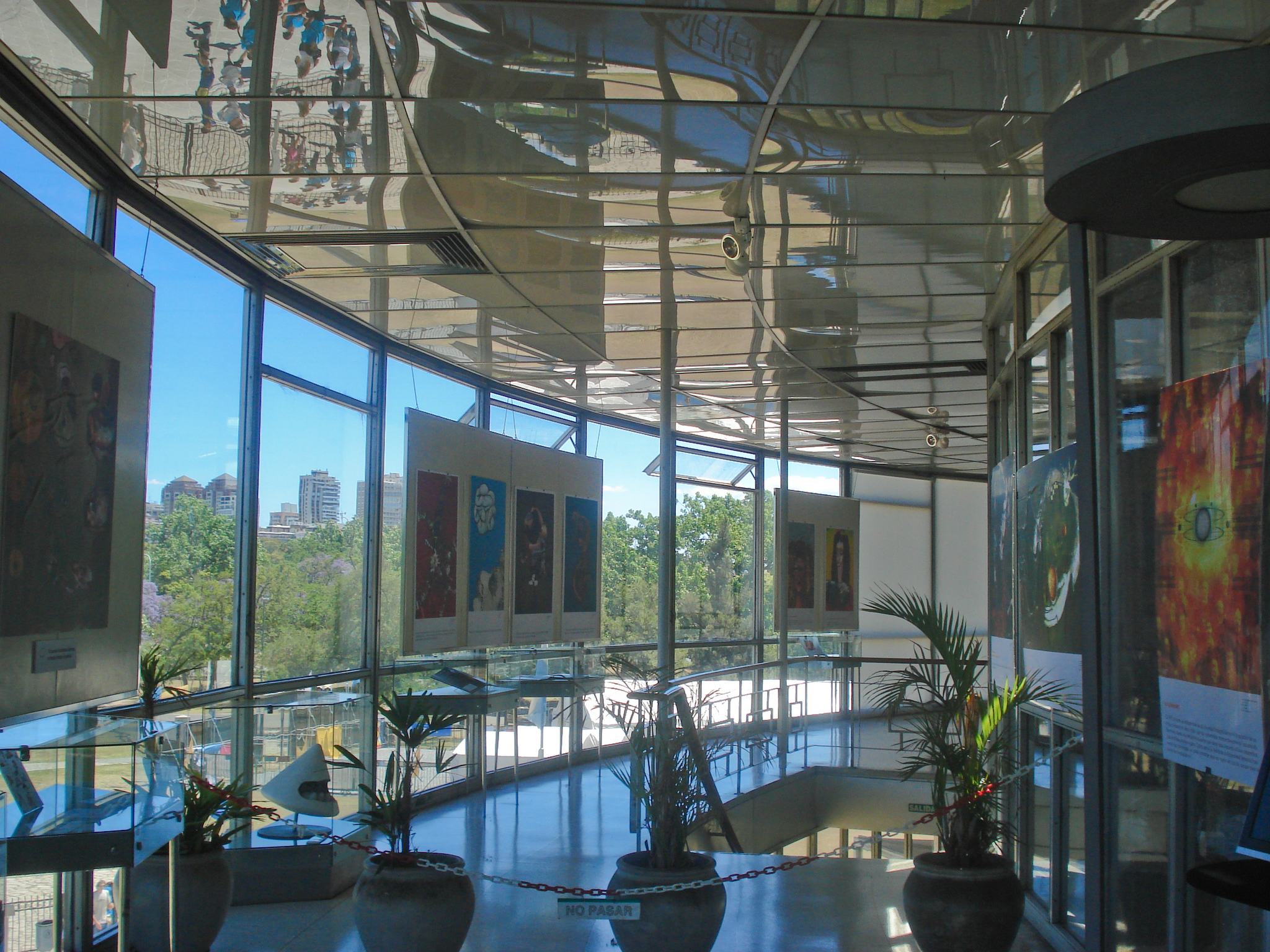
Vue de l'intérieur du monument.

La demi-sphère est composée d'un réseau de 5 300 barres d'acier inter-connectées entre elles, de planches d'aluminium et de bois, et de panneaux de verre incurvés.
Dans le musée au premier étage est exposée une roche lunaire rapportée sur Terre lors de la mission Apollo 11, offerte au planétarium par le président américain Richard Nixon.
Sur l'esplanade du planétarium sont exposées plusieurs météorites, notamment "La Perdida", trouvée en 1965 à l'intérieur de la zone du Campo del Cielo, dans la province argentine du Chaco.